# モンテカルロの女

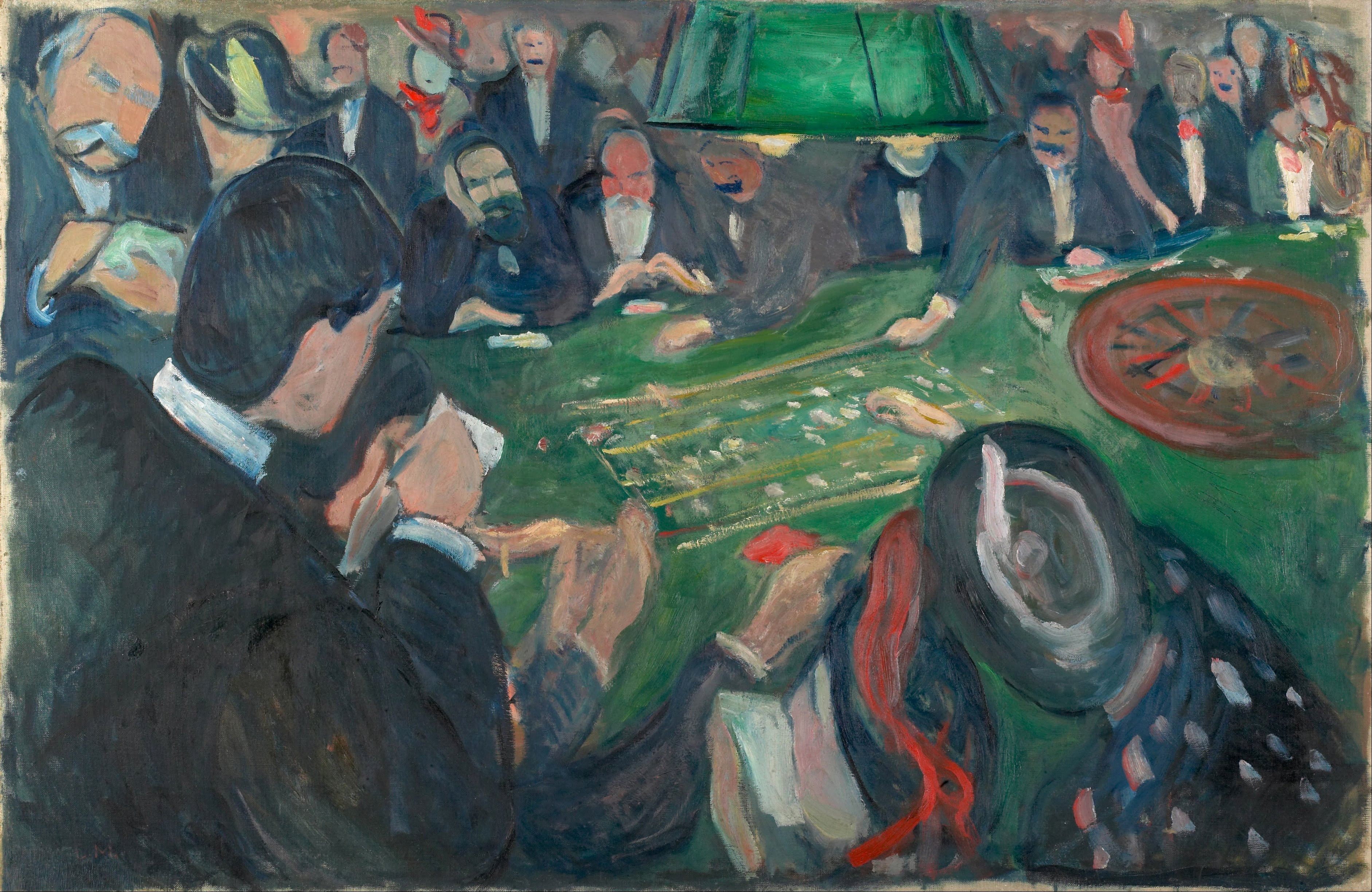
エドヴァルド・ムンク による『モンテカルロのルーレットテーブルにて』

『モンテカルロの女』（モンテカルロのおんな、フランス語: La Dame de Monte-Carlo）FP180は、フランシス・プーランクが1961年4月に作曲したソプラノと管弦楽によるフランス語のモノローグで、フランスの詩人・劇作家ジャン・コクトーの詩に基づいている。

## 概要
ジャン・コクトーのテクストのインキピットは「死者の間にあるとき」（Quand on est morte entre les mortes）となっている。
初演は1961年11月にモンテカルロで行われ、続いて1961年12月5日 パリ・シャンゼリゼ劇場にて献呈されたドゥニーズ・デュヴァルの歌唱により、ジョルジュ・プレートルの指揮、演奏はフランス国立放送管弦楽団でとり行われた。
楽譜 (オーケストラ伴奏版およびピアノ伴奏版ともに) は リコルディ社によって出版された。本作の演奏時間は平均約7分で、『人間の声』と共にさまざまな演奏者によって録音される。しかし、ドゥニーズ・デュヴァルによる録音はフランス国立視聴覚研究所によって保存されているが、フランス国立管弦楽団のボックスセットで発売されたもの以外に存在せず、商業的に入手するのは困難である。
ストーリーはモンテカルロの賭博場で稼ぎまくった元娼婦が、色香も衰えてすべての運に見放され、絶望の果てに海に身を投げるという、いわば自堕落な女の嘆き節だが、そのテクストは脚韻を踏んだ8音節の定型詩である。
小さなモノ・オペラではあるが一編の詩にしてはかなり長いテクストではある。これを飽きずに聞かせる工夫として、プーランクは詩の各連を〈メランコリー〉、〈自尊心〉、〈抒情〉、〈激しさ〉、〈皮肉〉、〈哀れな優しさ〉と分け、分かり易い旋律が多くを占めている。楽器編成については打楽器が豊富に使われているのがこの作品の特徴でヴィブラフォンとシンバルは《カジノ・ド・パリ》の雰囲気を、カスタネットは〈狂気〉と言う側面と〈軽い女〉のイメージを、タムタムは〈死〉を表現するものとして用いられている。

## 楽器編成
- 木管楽器: フルート2、 オーボエ2、 クラリネット2、 バスーン2、
- 金管楽器: ホルン2、トランペット2、
- 打楽器: ティンパニ、シンバル、カスタネット、ヴィブラフォン、タンバリン、タムタム、トライアングル
- その他: 弦楽5部

## 主な全曲録音
| 年        | ソプラノ             | 指揮者、 管弦楽団 またはピアノ                | レーベル                                         |
| --------- | -------------------- | --------------------------------------------- | ------------------------------------------------ |
| 2001      | フェリシティ・ロット | アルミン・ジョルダン スイス・ロマンド管弦楽団 | CD: Harmonia Mundi EAN 0794881655823             |
| 2007      | フェリシティ・ロット | グレアム・ジョンソン （ピアノ）               | CD: Forlane EAN 3399240167305 ピアノ伴奏版       |
| 2012-2013 | エレーヌ・ギルメット | オリヴィエ・ゴダン （ピアノ）                 | CD:ATMA Classique EAN 0722056268820 ピアノ伴奏版 |